# 圣保罗站 (巴黎地铁)
圣保罗站（法語：Saint-Paul）是法国巴黎地铁1号线的一个车站，位于巴黎第四区，于1900年8月6日启用。
本站名稱源於附近的聖保羅-聖路易教堂（Église Saint-Paul-Saint-Louis），本站也是瑪萊區（Le Marais）的門戶之一，聖安托萬路（Rue Saint-Antoine）、猶太區的薔薇街（Rue des Rosiers）、孚日廣場（Place des Vosges）以及巴黎歷史博物館（Le musée Carnavalet ou musée de l'Histoire de Paris，又稱卡那瓦雷博物館）皆在此站附近。

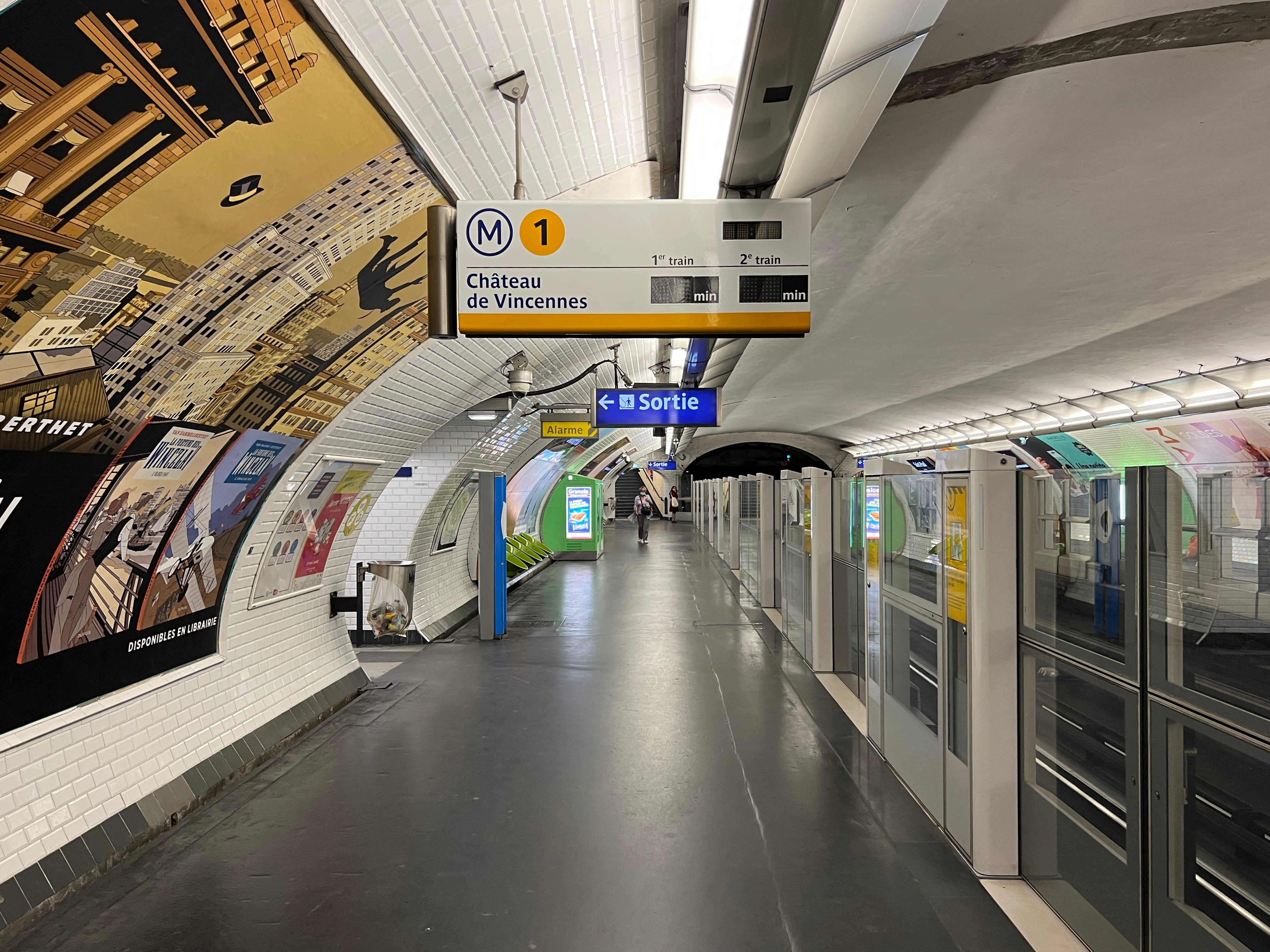
月台 (2022年6月)

## 車站結構
| 街道      |                                  |                                  |
| B1        | 連接層                           |                                  |
| 1號線月台 | 設有月台幕門的側式月台，右側開門 | 設有月台幕門的側式月台，右側開門 |
| 1號線月台 | 西行                             | 往拉德芳斯（市政廳）             |
| 1號線月台 | 東行                             | 往文森城堡（巴士底）             |
| 1號線月台 | 設有月台幕門的側式月台，右側開門 |                                  |